# Melsbach

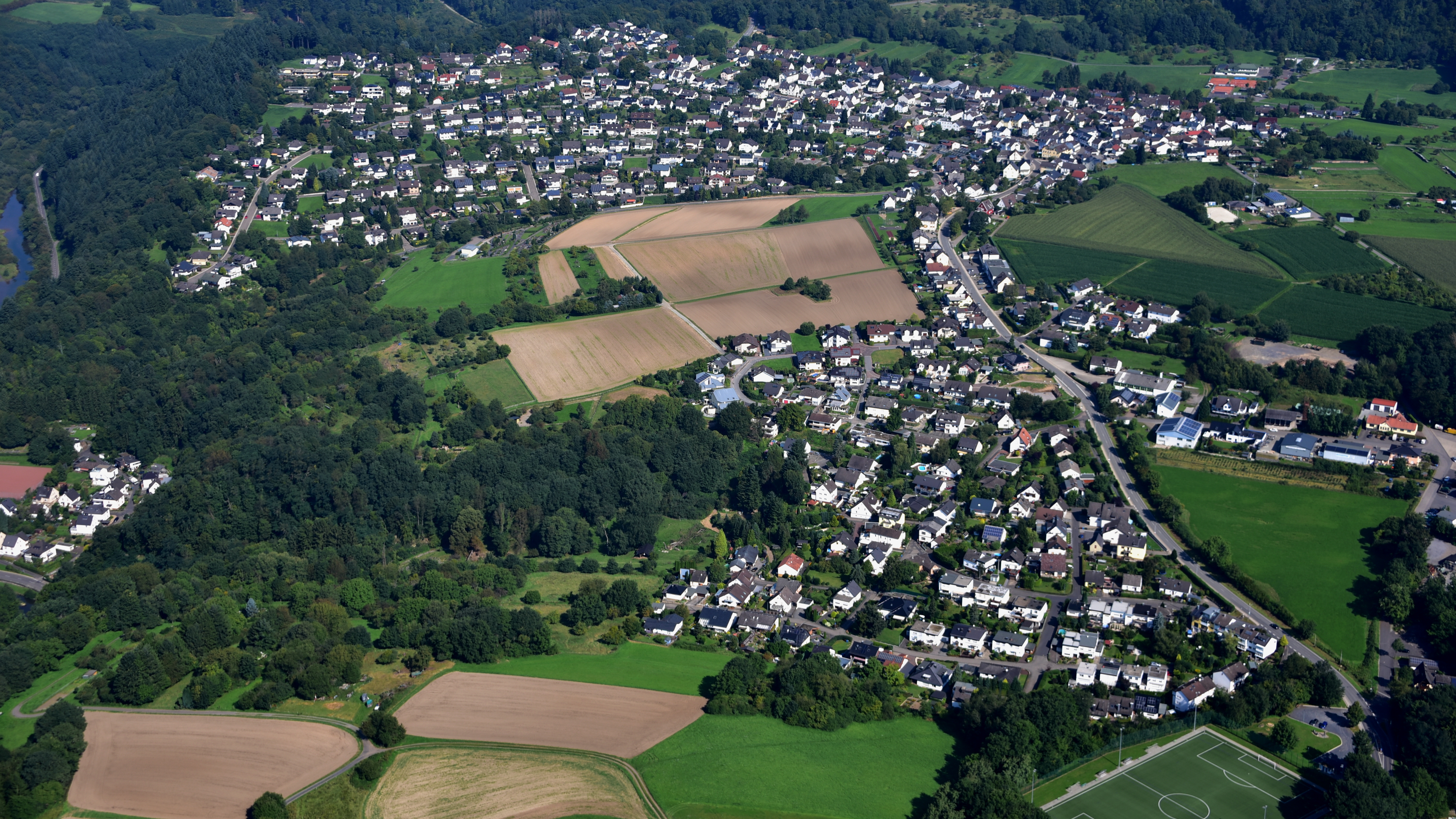
Melsbach, Luftaufnahme (2017)

Melsbach ist eine Ortsgemeinde im Landkreis Neuwied im Norden von Rheinland-Pfalz. Die Gemeinde gehört seit dem 1. Januar 2018 der neu gebildeten Verbandsgemeinde Rengsdorf-Waldbreitbach an.

## Geographische Lage
Der Ort liegt am Rande des Westerwaldes direkt auf einer Anhöhe am Neuwieder Becken im Naturpark Rhein-Westerwald südwestlich von Rengsdorf in der Nähe der Wied. Melsbach befindet sich in einer Höhenlage von 130–200m ü.NN.

## Geschichte
Im Jahr 1956 wurde auf dem Gelände des damaligen Tonbergwerks der „Didier-Werke AG“ ein Bronzeeimer (Situla) gefunden, dessen Henkel mit schraffierten Dreiecken verziert ist. Er wird in die Hallstattzeit (600 bis 300 v. Chr.) datiert und aufgrund des spezifischen Dekors dem „Rheinischen Typus“ zugeordnet. Er befindet sich heute im Kreismuseum Neuwied. Der Fund deutet darauf hin, dass der Raum um das heutige Melsbach bereits in der Bronzezeit bewohnt gewesen sein mag.
Rund 200 Meter südlich der Kreuzkirche verlief in römischer Zeit der Obergermanische Limes. Bis etwa 1962 sollen dort noch die Spuren des Limesverlaufs relativ gut zu erkennen gewesen sein. Heute ist nur noch auf dem benachbarten „Kreuzberg“ der Gemarkung Altwied der Grundriss des Wachturms Wp 1/33 („An der Kreuzkirche“) zu sehen, dessen Konturen 2007 durch Gabionen wieder sichtbar gemacht wurden.
Die erste urkundliche Erwähnung des Ortsnamens „Melsbach“ datiert auf das Jahr 1267: Graf Gottfried von Eppstein, der Jüngere, verkauft seinen Erbhof bei Melsbach für 80 Mark an einen Ritter namens Rüdiger. Zu dieser Zeit gehörte Melsbach bereits dem Kirchspiel von Altwied an. Der Ort (oder zumindest der Gutshof, aus dem das Dorf hervorging) muss daher sehr viel früher gegründet worden sein. Um das Jahr 1277/78 wechselte Melsbach zum Kirchspiel Rengsdorf. 1357 wurde Melsbach offizielle Zollstation. Auf das Jahr 1399 fällt die erste Erwähnung der Kreuzkirche als Wallfahrtsort. Im Jahr 1747 kam Melsbach wieder zurück zum Kirchspiel Altwied. Für den ständigen Wechsel der Kirchspiele wird keine zufriedenstellende Erklärung angegeben. Um das Jahr 1750 erfolgte am Laubach in neun Gruben die Gewinnung von blauem Dachschiefer.
Als der Unternehmer Heinrich Wilhelm Remy für sein Hütten- und Walzwerk „Rasselstein“ im Wiedtal bei Neuwied Kohle benötigte, ließ er um 1780 nahe der Ruine der Kreuzkirche Bohrungen vornehmen, wo man Steinkohlelager vermutete. Man stieß jedoch zwischen Tonlagern nur auf unbrauchbare Braunkohle. Der fürstlich-wiedische Bergassessor Gustav Engelhardt erkannte aber 1786 in den Tonlagern den Grundstoff von Alaun, der zum Bau des ältesten Alaunwerks im Rheinland führte. Es wurde 1880 stillgelegt und 1882 abgerissen. Auf seiner ehemaligen Abraumhalde befindet sich heute der Sportplatz von Melsbach. Preußische Landkarten, die zwischen 1820 und 1878 durch die Geodäten Jean Joseph Tranchot und Karl von Müffling angefertigt worden waren, belegen, dass der heutige Ortsteil „Kreuzkirch“ in dieser Form noch gar nicht existierte, eingetragen sind lediglich die Alaunhütten sowie die Kreuzkirche (hier als „Ruine Kreutzkirche“ eingetragen). Die Gründung der Alaunhütten mag die Entstehung des Ortsteils erklären.
Im Jahr 1863 fand die erste Melsbacher Kirmes mit dem Wein Melsbacher Goldberg statt. 1865 wurde der Burschenverein Melsbach gegründet. Im Januar 1896 errichtete man das erste Schulgebäude in Melsbach und eine Volksschule wurde eingerichtet. Im Jahr 1907 wurde die Freiwillige Feuerwehr Melsbach ins Leben gerufen. Zwölf Jahre später fand auch die Geburtsstunde des Sportvereins SV Melsbach 1919 e. V. statt. Aktive Turner und Fußballer hatten sich zusammengeschlossen.
Infolge der Aufrüstung der Wehrmacht im Dritten Reich, blühte ab 1935 die Stahlerzeugung wieder auf. Die damit verbundene wachsende Nachfrage nach Ton zur Auskleidung der Hochöfen machten die Tonlagerstätten in Melsbach für die Firmen „Dr. C. Otto & Comp.“ (Bendorf) und „Didier-Werke AG“ (Wiesbaden) interessant. Letztere ließen 1938/39 einen Förderschacht bis zu einer Teufe von ca. 86 m errichten. Nach der im Zweiten Weltkrieg unterbrochenen Förderung, wurde die Tongewinnung 1948 wieder aufgenommen und lief bis zur Betriebsstilllegung 1983. Das Tonbergwerk der „Dr. C. Otto & Comp.“ wurde noch bis 1990 betrieben.
Im Jahr 1971 sollte die Volksschule Melsbach infolge der landesweiten Schulreformen aufgelöst werden. Nach wiederholten Protesten seitens mehrerer Gemeinderäte beschloss man jedoch, in dem Schulgebäude eine gemeindeeigene Grundschule einzurichten. Sie besteht noch heute.
Vom 11. bis zum 14. August 2017 feierte der Ort sein 750-jähriges Bestehen.
Zur besonderen Tradition des 100-jährigen Vereinsjubiläums des SV Melsbach 1919 e. V. wurde am 15. Juni 2019 ein Spiel des All-Star Teams des SV Melsbach gegen eine Auswahl von Bundesligist Borussia Mönchengladbach, darunter Ex-Mannschaftskapitän Hans-Jörg Criens, ausgetragen. Das Spiel gegen die Weisweiler-Elf, die Traditionsmannschaft von Borussia Mönchengladbach, ging mit 1:4 verloren.

„„Fußball spielt in dem Dorf eine große Rolle, es schweißt die Menschen aller Generationen zusammen.““

Statistik zur Einwohnerentwicklung
Die Entwicklung der Einwohnerzahl von Melsbach, die Werte von 1871 bis 1987 beruhen auf Volkszählungen:
| Jahr | Einwohner |
| 1815 | 345       |
| 1835 | 382       |
| 1871 | 431       |
| 1905 | 576       |
| 1939 | 609       |
| 1950 | 731       |

| Jahr | Einwohner |
| 1961 | 973       |
| 1970 | 1.391     |
| 1987 | 2.015     |
| 2005 | 2.114     |
| 2022 | 2.011     |

## Politik

### Bürgermeister
Holger Klein wurde am 30. Juni 2014 Ortsbürgermeister von Melsbach. Bei der Direktwahl am 26. Mai 2019 wurde er mit einem Stimmenanteil von 93,60 % für weitere fünf Jahre in seinem Amt bestätigt. Vorgänger von Holger Klein war Joachim Herzog, der das Amt 15 Jahre ausübte. Klein wurde im Juni 2024 wiedergewählt.

### Gebietsreformen
Melsbach gehörte bis 1970 zur Verbandsgemeinde Niederbieber-Segendorf, welche im Rahmen der mit Wirkung vom 8. November 1970 ausgeführten Gebietsreform in Rheinland-Pfalz aufgelöst wurde. Mit gleichem Datum wurde Melsbach der Verbandsgemeinde Rengsdorf zugeordnet.
Seit dem 1. Januar 2018 gehört Melsbach der neu gegründeten Verbandsgemeinde Rengsdorf-Waldbreitbach an. Die Pläne zur Fusionierung der beiden Verbandsgemeinden begannen im Oktober 2017 und wurden am 29. Dezember 2017 abgeschlossen und abgesegnet. Seit dem 1. Januar 2018 ist auch ein neues Wappen für die neue Verbandsgemeinde gültig. Melsbachs Dorfwappen bleibt unverändert.

### Wappen
| Wappen von Melsbach | Blasonierung: „Unter grünem Schildplatt, darin ein linksschräger silberner Wellenbalken, in Silber auf grünem Dreiberg eine grüne Eiche.“ |
| Wappen von Melsbach | Wappenbegründung: Der Wellenbalken symbolisiert das Grundwort „-bach“ des Ortsnamens, der Dreiberg die Höhenlage des Ortes zwischen Wied- und Wallbachtal, die Eiche seine waldreiche Umgebung. Das Wappen ist rechtsgültig seit dem 31. August 1966 nach einem Entwurf von A. Brust, Kirn. |

## Kultur und Sehenswürdigkeiten

### Kulturdenkmäler

#### Kreuzkirche

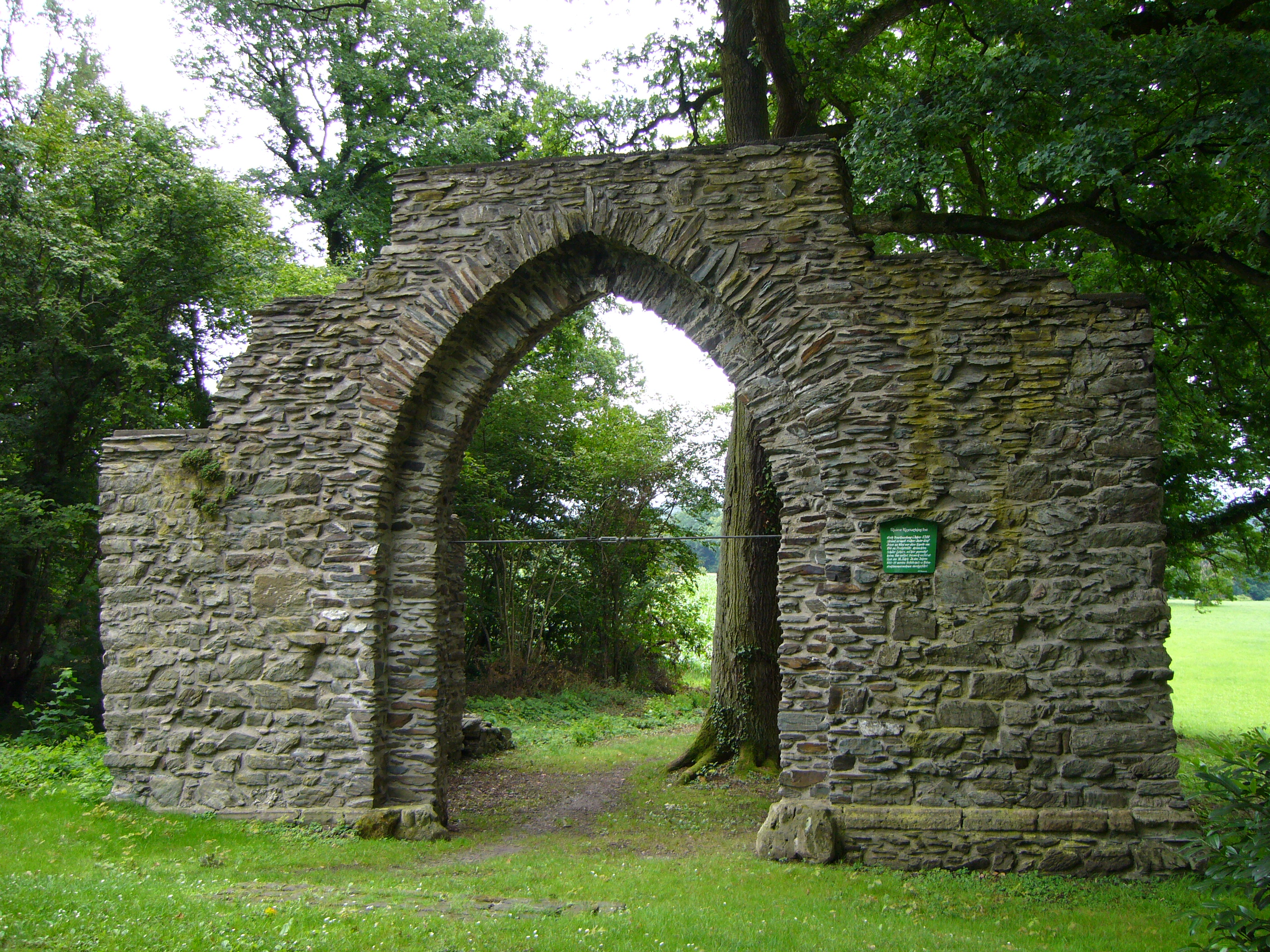
Ruine Kreuzkirche in Melsbach

Die Kreuzkirche wurde 1399 erstmals urkundlich erwähnt, ist aber möglicherweise älter. Die noch erhaltenen Ruinen sind gotisch, die Ursprünge der Kirche könnten aber auf einen älteren Vorgängerbau zurückreichen. Jedoch in Anbetracht fehlender bauhistorischer und archäologischer Nachweise muss diesbezüglich vieles noch offen und daher Spekulation bleiben. Der Auftraggeber und Erbauer ist namentlich unbekannt. Zum Zeitpunkt der Ersterwähnung gehörte die Kreuzkirche zur Abtei St. Thomas zu Andernach. Bis etwa 1558 war sie ein bedeutender und vielbesuchter Wallfahrtsort. Danach wurde sie aufgegeben und verfiel alsbald. Bereits Urkunden aus dem Jahr 1625 bezeichnen sie als „Ruine“ und „ehemaligen“ Wallfahrtsort. Die Ruinen wurden an ein kleines Gehöft angefügt, welches bis 1880 die Zugänge zu den Alaunwerken enthielt. Heute steht die Kreuzkirche nach dem Denkmalschutzgesetz des Landes Rheinland-Pfalz (DSchG) unter Denkmalschutz.

#### Förderturm

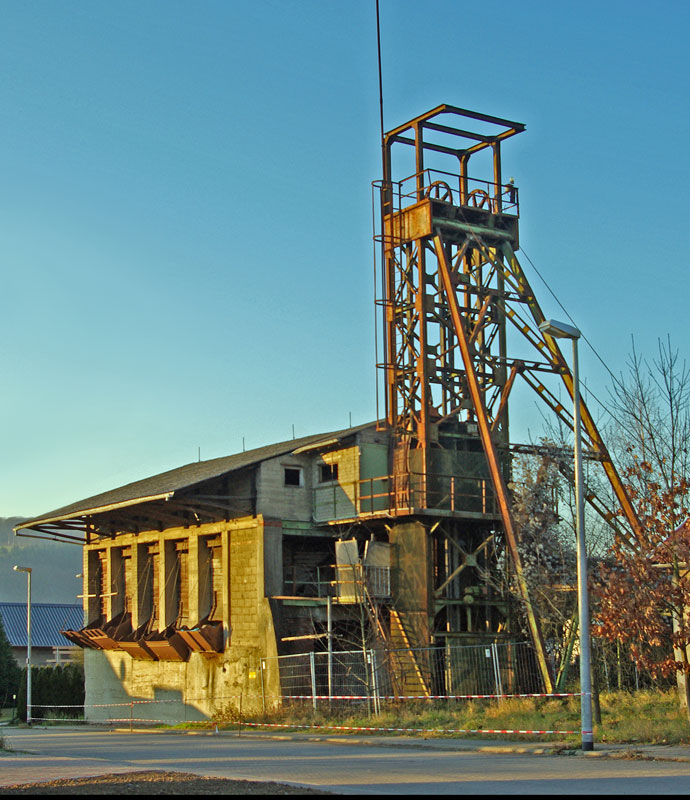
Ton-Förderturm der „Dr. C. Otto & Comp.“ in Melsbach

Unweit der Ruine Kreuzkirch steht der eiserne Förderturm des stillgelegten Tonbergwerks der Dr. C. Otto & Comp., er war um 1938/1939 errichtet worden. Es ist zwar noch heute möglich, den Förderturm zu besichtigen, er darf aber aufgrund Einsturzgefahr nicht mehr bestiegen werden.

### Naturdenkmäler
- Wasserfall des Laubachs (siehe auch: Liste der Wasserfälle in Deutschland)

### Mundart
Die Melsbacher Mundart, dat Melsbija Platt, ist eine typische Spielart des Wäller Platt, einem der moselfränkischen Dialekte. Sie gehört damit zu den mitteldeutschen Dialekten, also jenen unter den hochdeutschen, bei denen die zweite oder hochdeutsche Lautverschiebung nur unvollständig durchgeführt ist. So wird etwa ein t nicht durch s ersetzt, sodass beispielsweise das als dat und was als wat ausgesprochen werden.
Wie in anderen Mundartgebieten auch sprechen und verstehen immer weniger Menschen die Mundart ihres Ortes. Um dieser Entwicklung entgegenzuwirken, gründete eine Gruppe von Melsbacher Bürgern im Februar 2004 den Melsbacher Mundartstammtisch, um das Aussterben der Mundart ihres Ortes aufzuhalten. Zum zehnjährigen Jubiläum im Jahr 2014 veröffentlichte die Gruppe eine 72-seitige Broschüre, in der sie mehr als 1300 Wörter in Hochdeutsch und im Melsbacher Dialekt, dazu Sprüche, Sprichwörter, Geschichten aus der alten Zeit und mundartliche Bezeichnungen für die Plätze, Straßen und Fluren der Gemeinde sammelten. 2017 erschien eine zehnseitige Ergänzung mit mehr als 150 weiteren Begriffen und in die Mundart übertragenen Redensarten. Der Stammtisch traf sich bis etwa 2018.
| De Hausschlachtung (Auszug) | Die Hausschlachtung (Auszug) |
| --- | --- |
| Frea es baal enn jedem Haus enn Nugges i-schlachd woare. De-easchd esse joa als klääna Läfa i-koafd, unn dann e gans Jooa god i-fedad woare. Badd woaren de Lejd su fru off ia degge Nuggesse, hadden se doach doamett fasd fia ett ganse Jooa ze esse. (...) | Früher ist bald in jedem Haus ein Schwein geschlachtet worden. Zuerst ist es ja als kleiner Läufer gekauft, und dann ein ganzes Jahr gut gefüttert worden. Was waren die Leute froh über ihre dicken Schweine, hatten sie doch damit fast das ganze Jahr zu essen. (...) |

### Regelmäßige Veranstaltungen
Am zweiten Wochenende im August wird traditionell seit mehr als 140 Jahren, mit Ausnahme der Zeit der Weltkriege, die Kirmes in Melsbach gefeiert. Die Kirmes wird traditionell durch den Burschenverein 1865 Melsbach ausgerichtet. Derzeit gibt es in Melsbach 25 Burschen und 17 Maimädchen mit einem Maikönigspaar und einem „Schuldes“.
Seit dem Jahr 2006 erfolgt die Ausrichtung der Kirmes in Kooperation mit einem eigens dafür gegründeten Verein. Die Kirmes- und Kulturgesellschaft Melsbach e. V. hat es sich zur Aufgabe gemacht, neben der Kirmes das kulturelle Leben im Ort durch weitere Veranstaltungen zu bereichern. Im Jahr 2011 löste sich die Kirmesgesellschaft wieder auf. Somit ist seit 2011 der Burschenverein wieder auf sich alleine gestellt.

## Wirtschaft und Infrastruktur

### Verkehr
Östlich der Gemeinde verläuft die Bundesstraße 256, die von Neuwied nach Altenkirchen (Westerwald) führt. Die nächste Autobahnanschlussstelle ist Neuwied an der Bundesautobahn 3.
Der nächstgelegene Bahnhof ist der Bahnhof Neuwied, die nächsten ICE-Bahnhöfe sind der Hauptbahnhof Koblenz und der Bahnhof Montabaur an der Schnellfahrstrecke Köln-Rhein/Main.

### Öffentliche Einrichtungen
Seit 1971 besitzt Melsbach eine eigene Grundschule (ehem. Volksschule), das Schulgebäude besteht seit 1896. Seit 1907 existiert im Ort eine Freiwillige Feuerwehr.